# Реже Шереш
Ре́же Ше́реш (угор. Seress Rezső), при народженні Шпі́цер (нім. Spitzer; нар. 3 листопада 1899, Будапешт — помер 11 січня 1968, Будапешт) — угорський піаніст і композитор.
Музикант-самоук, Шереш у 1930-тих грав на піаніно в будапештському ресторані «Kispipa». Складав пісні, одна з яких — «Сумна неділя» (Szomorú vasárnap) на вірші будапештського журналіста Ласло Явора — стала світовим хітом на багато десятиліть, прославившись, зокрема, як «угорська пісня самогубців».
Намагався накласти на себе руки, кинувшись із вікна, втім вижив, після чого повісився в лікарні.